# Rothoffs museikoloni

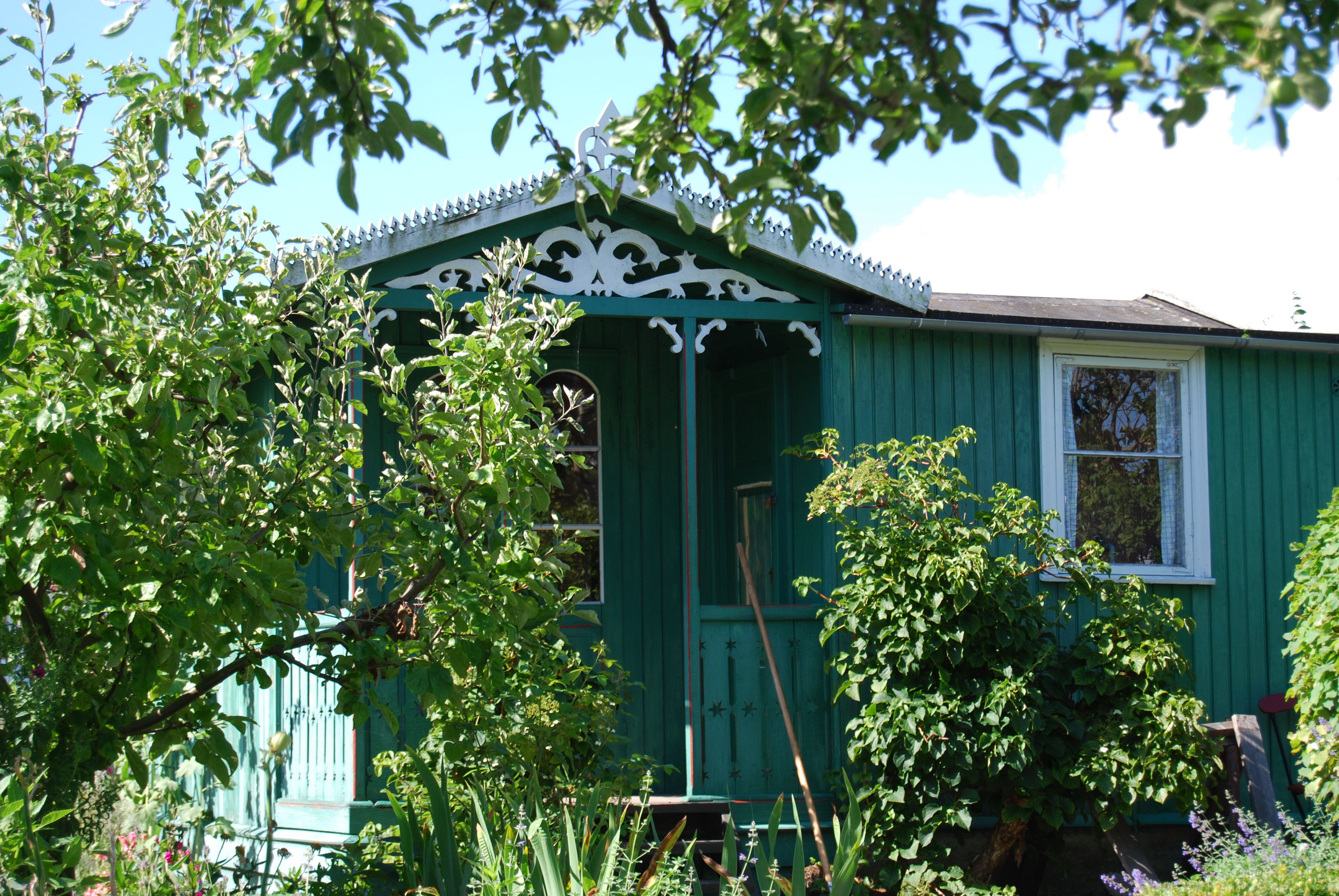
Rothoffs museikoloni

Rothoffs museikoloni ligger i ett av Sveriges äldsta koloniområde beläget på fästningsvallarna runt Landskrona citadell.
Stugan fungerar som museum och drivs i Landskrona museums regi. Den är möblerad med möbler från 1900-talets början och innehåller även en mindre utställning om koloniområdets historia. I trädgården bedriver man ekologisk odling. 
Familjen Rothoff köpte kolonin i början av 1900-talet och stugan byggdes 1903.